# Teoria muzyki w starożytnej Grecji

## Znaczenie muzyki starogreckiej
Znaczenie muzyki starogreckiej jest ogromne. Zadecydowało ono o całej późniejszej kulturze europejskiej. Grecy stworzyli własną silną kulturę i jednocześnie zaadaptowali oraz przetworzyli zdobycze ówczesnego im świata, zwłaszcza z Azji Mniejszej, Egiptu i Krety. Grecy w przeciwieństwie do Egipcjan, stworzyli bogów na miarę człowieka, obdarzyli ich wszelkimi atrybutami ludzkimi, dzięki czemu powstała bogata literatura mitologiczna, która stała się potężną siłą inspirującą dla sztuki. W muzyce, podobnie jak w ogóle w nauce, Grecja dała przede wszystkim język teoretyczny, nomenklaturę. Prawie wszystkie terminy, jakie w muzyce spotykamy, pochodzą z teorii starogreckiej. Ideałem Greków była doskonałość. Przeprowadzili oni klasyfikację gatunków muzycznych i form, aż do najmniejszych szczegółów dzieła. Wszystko to są zdobycze trwałe, które mają znaczenie aż do dziś, mimo że sens niektórych nazw i terminów zmieniał się z biegiem czasu.
Do głównych zdobyczy Greków można zaliczyć:
- wysoki poziom nauki;
- stworzenie nomenklatury;
- w dziedzinie muzyki: ustalenie systemu skalowego i klasyfikacja interwałów.

Nauki teoretyczne rozkwitają w okresie hellenistycznym (zwanym okresem aleksandryjskim), trwającym od IV do I w. p.n.e. Założona ok. 387 r. p.n.e. Akademia Platońska działała aż do 529 r. n.e. będąc centrum nauk matematycznych, przyrodniczych i filozofii.

## Filozofowie, teoretycy
Największe zasługi w teorii muzyki starożytnej Grecji, przypisywane są Pitagorasowi (ur. ok. 572 p.n.e. na Samos, zm. ok. 497 p.n.e. w Metaponcie). Pitagoras odkrył, że odległości między dźwiękami wykazują prawidłowości matematyczne. Do swoich doświadczeń używał monochordu (instrumentu o pudle rezonansowym i jednej strunie, mającego podstawek, który można było przesuwać, uzyskując w ten sposób dany dźwięk). Ważnym odkryciem Pitagorasa jest także to, że aby powstał dźwięk, musi wystąpić ruch drgający. Pitagoras dokonał klasyfikacji interwałów oraz twierdził, że także elementy kosmosu np. gwiazdy, uporządkowane są według podobnych zasad matematycznych jak w muzyce.
Istotnym teoretykiem w ówczesnych czasach był również Arystoksenos z Tarentu (IV p.n.e.), uczeń Arystotelesa, uważany później za jednego z wybitniejszych muzykologów. Stworzył zwarty system nauki o muzyce, który jeszcze w XIX w. był wzorem dla muzykologii. Arystoksenos posiadał również ogromną wiedzę w zakresie harmoniki, która odnosi się do muzyki jako systemu dźwiękowego.

## System skalowy
Podstawą systemu muzycznego był tetrachord, czyli 4 dźwięki w obrębie kwarty. Grecy wyróżniali 3 rodzaje tetrachordu:
- diatoniczny- który występował w trzech postaciach: 
  - dorycki 1+1+1/2 (e,d,c,h)
  - frygijski 1+1/2+1 (d,c,h,a)
  - lidyjski 1/2+1+1 (c,h,a,g)
- chromatyczny - 1,1/2+1/2+1/2 (a,ges,f,e)
- enharmoniczny - 1+1+1/4+1/4 (g,f,eis,e)

Połączenie 2 tetrachordów dawało skalę. Były 3 skale główne:
- dorycka (od dźwięku e1 do e)
- frygijska (od d1 do d)
- lidyjska (od c1 do c)

Skale greckie budowane były w kierunku opadającym. Powyżej każdej skali budowano jej poboczną odmianę, która miała przedrostek hyper (np. hyperlidyjska), a poniżej - hypo. Skala hyperdorycka nosiła nazwę miksoliyjskiej (od h1 do h), a hypodorycka - eolskiej (od a do A). Cały system dźwiękowy obejmował 4 tetrachordy i nazywany był systemem doskonałym (systema teleion). 

## Teoria etosu
Nauka o etosie była dziedziną nie tylko teoretyków muzyki, ale i filozofii (rozwinęli ją m.in. Platon i Arystoteles). Według tej teorii muzyka wzmacniała lub osłabiała charakter, tworzyła dobro lub zło, dawała spokój lub wywoływała wzburzenie. Grecy wierzyli, że poszczególne skale mają określony etos, czyli że wywierają określony wpływ na słuchacza. Za najdoskonalszą uznawano skalę dorycką - upatrywano w niej prostotę, spokój, dostojeństwo, uważano, że wspiera równowagę duchową człowieka. Skala frygijska budziła, namiętność, gwałtowność i niepokój, a lidyjska była używana przy lamentach i pieśniach żałobnych, wywoływała ona smutek. Skala miksolidyjska wzbudzała w ludziach wzruszenie, płacz. Grecy dostrzegali w muzyce siłę oczyszczającą, zwaną katharsis.

## Rytmika
Rytmika muzyki greckiej była związana z rytmem słowa czyli z metryką. Rytmem rządziły akcenty mowy i zasady poezji greckiej. Rytmika opierała się na dwóch podstawowych wartościach:
- długa akcentowana (-); gr. thesis
- krótka nieakcentowana (U); gr. arsis

Wartości te były grupowane w tzw. stopy metryczne; posługiwano się nimi zarówno w poezji jak i w muzyce:
- jamb U-
- trochej -U
- daktyl -UU
- anapest UU-
- spondej --

Połączenie co najmniej dwóch stóp dawało metrum. W zależności od liczby stóp w wersie wyróżniano rodzaje metrum:
- dimetr -2
- trimetr -3
- pentametr -5
- hexametr -6

Nazwa metrum zależała od stopy w niej użytej, np. hexametr daktyliczny.

## Notacja
Nauczanie muzyki i przekazywanie utworów miało charakter raczej oralny – przekazywana była ustnie. Przedstawienia na wazach nie ukazują muzyków czytających nuty, wywodzi się stąd pogląd, iż była to umiejętność elitarna (jakkolwiek możliwe jest też wykonywanie z pamięci utworów nauczonych z zaspisu, co dziś jest praktyką powszechną).
W Grecji istniały dwa różne systemy notacji:
- dla muzyki instrumentalnej, którą uważa się za starszy (litery alfabetu fenickiego);
- młodsza - wokalna (litery alfabetu jońskiego).

Obydwa systemy były notacjami literowymi.
W notacji instrumentalnej używano 8 znaków z alfabetu fenickiego. Znaki te obejmowały oktawę, każdy ze znaków używany był w 3 pozycjach. Podstawowa oznaczała dźwięk diatoniczny, odwrócona poziomo - podwyższenie o półton, a odbita lustrzanie o dwa półtony. 
Na notację wokalną składały się 24 litery alfabetu jońskiego, używane w jednej tylko pozycji. Notacja ta opierała się na grupach trzyliterowych. Każda taka grupa odnosiła się do jednego dźwięku, przy czym ostatnia litera w grupie wskazywała dźwięk podstawowy, a zmiana położenia znaku przy dźwięku określała jego podwyższenie lub zmianę enharmoniczną.
Notację grecką odczytał Bellerman dopiero w 1847. Największy wkład w badanie notacji greckiej miał niemiecki muzykolog Kurt Sachs.